# Owensville (Missouri)
Owensville – miasto w Stanach Zjednoczonych, w stanie Missouri, w hrabstwie Gasconade.